# Mogamma

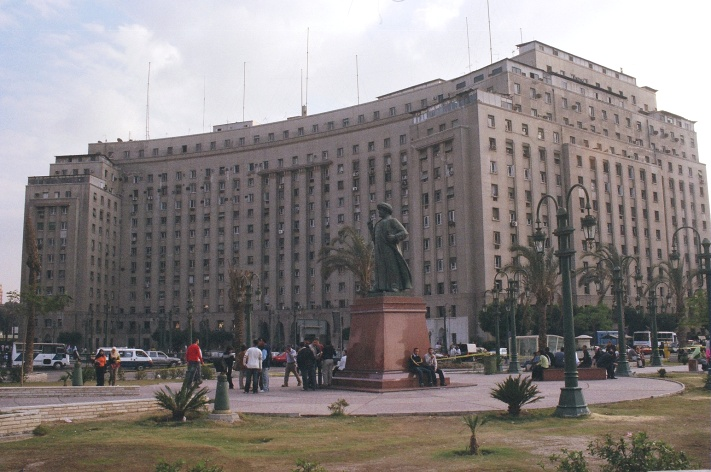
Le Mogamma, sur la place Tahrir

Le Mogamma (مجمّع ensemble) est un ensemble administratif dépendant du ministère de l'intérieur égyptien. Situé à l'angle de la rue al-Mogamma et de la place Tahrir, au Caire, il est le lieu de travail de plusieurs dizaines de milliers de fonctionnaires.
Érigé à partir de 1950, le Mogamma est un cadeau de l'Union soviétique, à une époque où celle-ci cherche à étendre son influence dans le monde arabe. Cet immeuble imposant, répondant aux canons de l'architecture stalinienne, est achevé en 1952, année du déclenchement de la révolution égyptienne. Les travaux sont néanmoins supervisés par un architecte égyptien, Kamal Ismaïl.
Le Mogamma fut longtemps un passage obligé pour toute formalité d'enregistrement. Les étrangers doivent toujours s'y rendre pour la prolongation de leur visa. De nombreuses institutions y ont leur siège (Organisation des sapeurs-pompiers, Haut comité pour la jeunesse et les sports...).
Cet immeuble emblématique du Caire des années 1950 apparaît dans plusieurs films égyptiens, notamment dans « Terrorisme et Kébab » (« Al-irhab wal kabab »), comédie traitant des lenteurs administratives en Égypte.